# 喬薇塔·卡蘭扎
乔薇塔·卡兰扎（英語：Jovita Carranza，1949年6月29日—），美国商人，现任小企业管理局局长。曾于2017年至2020年获美国总统唐纳德·特朗普任命为第44任美国财政部司库，2006年12月至2009年1月任乔治·沃克·布什政府小企业管理局副局长。在此之前，卡兰扎在肯塔基州路易威尔的联合包裹服务公司基地空运业务副总裁，也在提供企业发展、盈亏管理、业务、后勤及系统优化业务的咨询公司JCR集团任总裁和首席执行官。
2019年8月1日，特朗普总统提名卡兰扎出任小企业管理局局长，代替琳達·麥馬漢。2020年1月7日，她的提名获确认，一周后宣誓就任。她是特朗普政府中职位最高的西班牙裔女性。

## 早年经历及教育
卡兰扎在伊利诺伊州芝加哥的一个墨西哥移民家庭出生长大。母亲是家庭主妇，父亲是工厂领班。卡兰扎获迈阿密大学获文学学士及工商管理硕士学位，在欧洲工商管理学院、密歇根大学和芝加哥大学进修行政、管理和金融课程。

## 职业生涯

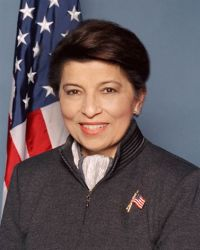
卡兰扎任小企业管理局副局长时的肖像

1970年中旬，卡兰扎在联合包裹服务公司获得装货工人的兼差，是她的首位工作。之后连续升任掌管美国国内业务的副主席，以及掌管拉美和加勒比海地区国际业务的主席。离开公司的时候，她已是肯塔基州路易威尔基地的空运服务副总裁，是公司历史上官职最高的拉美人。
卡兰扎获总统乔治·沃克·布什任命为小企业管理局副局长，于2006年至2009年间担任该职。身为副局长，她协助管理部门全国各地共80个驻外办公室，打理直接或有担保企业贷款、风险投资和灾难贷款的投资组合（价值共计800亿美元）。为了改善客户的反响，卡兰扎牵头成立多个重点运营改进计划和项目。
卡兰扎是JCR集团（JCR Group）的创办人和主席。这家咨询公司为企业和非政府组织解决企业发展和盈亏管理方面的问题。她还是政商问题的讲师、专栏作家和评论人，担任华盛顿约翰·霍普金斯大学客座讲授，在多家媒体发表相关文章。
2014年，伊利诺伊州州长竞选期间，卡兰扎加入“女性撑朗纳”（Women for Rauner）竞选活动，为州长及副州长候选人布魯斯·朗納和伊夫琳·桑吉内蒂名单站台。2015年4月14日，州长布鲁斯·朗纳任命卡兰扎担任伊利诺伊州企业区（Illinois Enterprise Zone Board）委员会委员，任期于2015年3月31日开始，2018年3月31日结束。伊利诺伊州企业区依照《伊利诺伊州企业区法案》成立，委员会负责赞成或否决区内任何与建立、修订或终止事项有关的申请。卡兰扎的任命于2015年4月30日获伊利诺伊州参议院确认。
2016年美国总统选举期间，卡兰扎为特朗普竞选团队国家西班牙人顾问理事会（National Hispanic Advisory Council）成员。2017年4月28日，特朗普总统提名她填补美国财政部司库的空缺。该职位自罗莎·古马塔奥托·里奥斯2016年7月辞职以来空缺。卡兰扎2017年6月19日宣誓就任。2018年8月，获财政部委任妇女参政权百年纪念委员会（Women's Suffrage Centennial Commission）委员，是两位委员中的一位。
2019年7月31日，特朗普总统宣布提名卡兰扎出任小企业管理局局长。她的提名于2020年1月7日在美国参议院以88比5的大多数获通过。一个星期后，她宣誓就任。任内，她率领小企业管理局应对2019冠状病毒病疫情引发的经济衰退。
2020年4月3日，卡兰扎宣布启动薪资保护计划，通过《冠状病毒援助、救济及经济安全法》提供3490万亿美元的应急贷款。自计划成立之日起，小企业管理局已批准发放170万笔可免除贷款。
卡兰扎不计后果推回经济损失灾难贷款（Economic Injury Disaster Loans）计划，被两党批评。